# NGC 4481
NGC 4481 је спирална галаксија у сазвежђу Змај која се налази на NGC листи објеката дубоког неба.
Деклинација објекта је + 64° 2' 0" а ректасцензија 12h 29m 48,6s. Привидна величина (магнитуда) објекта NGC 4481 износи 14,2 а фотографска магнитуда 15,0. NGC 4481 је још познат и под ознакама MCG 11-15-57, CGCG 315-40, PGC 41222.